# پنکوو
پنکوو (به آلمانی: Penkow) یک شهر در آلمان است که در مکلنبورگیشه زنپلاته واقع شده‌است. پنکوو ۲۹۵ نفر جمعیت دارد.